# 梁瑞冰
梁瑞冰（Leung Sui Bing，？—），粵劇花旦及香港電影演員，從銀幕處女作粵語時裝喜劇《卿本佳人》（1947年，飾演梁冰兒）至粵劇《光緒皇夜祭珍妃》（1952年，飾裕隆皇后），參演14齣香港粵語電影。梁瑞冰在1946年開始學戲，由「梅香」而「角色」至「臺柱」，曾在南洋巡迴演出數載。梁瑞冰應中華人民共和國「珠江劇團」邀請，在1953年底從新加坡移居廣州，與丈夫名伶陳笑風住在西關寶華南街的洋房，並在1954年春節後演出時裝粵劇《小二黑結婚》，飾演反派角色拜神婆三仙姑。1986年與丈夫陳笑風移居美國舊金山，同年11月參予「新橋服務中心」的粵劇義演，與區家聲、黃金愛、曹蘊妍、謝榮華、陳銘佳、何驚凡、李學優等旅美粵劇紅伶連演3晚，劇目為《一把存忠劍》、《臥薪嘗膽》及《白蛇傳》。

## 梁瑞冰的粵曲
- 《孟麗君》之《延絲診脈》：梁瑞冰與陳笑風合唱；
- 《吳越春秋》之《辭廟》：梁瑞冰與陳笑風合唱。

## 外部連結
- 香港電影資料館有關梁瑞冰演出電影的記錄[永久]
- 香港影庫：梁瑞冰 （页面存档备份，存于）
- 第二位19號穿著游水衫的梁瑞冰之演出片斷侵犯版權?